# Ligusticum daucoides
Ligusticum daucoides là một loài thực vật có hoa trong họ Hoa tán. Loài này được (Franch.) Franch. mô tả khoa học đầu tiên năm 1894.